# Delphos (Iowa)
Delphos es un lugar designado por el censo situado en el condado de Ringgold, Iowa, Estados Unidos. Según el censo de 2020, tiene una población de 26 habitantes.

## Geografía
Según la Oficina del Censo de los Estados Unidos, la localidad tiene un área total de 0.577 km², de la cual 0.576 km² son tierra y 0.001 km² son agua.

## Demografía
Según el censo de 2020, hay 26 personas residiendo en el CDP. La densidad de población es de 45.14 hab./km². Hay 14 viviendas, con una densidad media de 24.31 viviendas/km². El 96.15% de los habitantes son blancos y el 3.85% es de una mezcla de razas. No hay hispanos o latinos viviendo en la zona.